# Chevru
Chevru és un municipi francès, situat al departament del Sena i Marne i a la regió d'Illa de França. L'any 2007 tenia 1.073 habitants.
Forma part del cantó de Coulommiers, del districte de Meaux i de la Comunitat de comunes del Pays de Coulommiers.

## Demografia

### Població
El 2007 la població de fet de Chevru era de 1.073 persones. Hi havia 318 famílies, de les quals 48 eren unipersonals (28 homes vivint sols i 20 dones vivint soles), 52 parelles sense fills, 202 parelles amb fills i 16 famílies monoparentals amb fills.
La població ha evolucionat segons el següent gràfic:
Habitants censats

### Habitatges
El 2007 hi havia 362 habitatges, 328 eren l'habitatge principal de la família, 16 eren segones residències i 18 estaven desocupats. 351 eren cases i 9 eren apartaments. Dels 328 habitatges principals, 287 estaven ocupats pels seus propietaris, 39 estaven llogats i ocupats pels llogaters i 2 estaven cedits a títol gratuït; 7 tenien dues cambres, 27 en tenien tres, 91 en tenien quatre i 203 en tenien cinc o més. 283 habitatges disposaven pel capbaix d'una plaça de pàrquing. A 125 habitatges hi havia un automòbil i a 194 n'hi havia dos o més.

### Piràmide de població
La piràmide de població per edats i sexe el 2009 era:
| Homes | Edats   | Dones |
| ----- | ------- | ----- |
| 0     | 95 o +  | 0     |
| 0     | 90 a 94 | 0     |
| 16    | 85 a 89 | 8     |
| 4     | 80 a 84 | 12    |
| 16    | 75 a 79 | 8     |
| 0     | 70 a 74 | 4     |
| 4     | 65 a 69 | 4     |
| 16    | 60 a 64 | 4     |
| 0     | 55 a 59 | 8     |
| 24    | 50 a 54 | 20    |
| 40    | 45 a 49 | 20    |
| 44    | 40 a 44 | 24    |
| 32    | 35 a 39 | 40    |
| 32    | 30 a 34 | 36    |
| 32    | 25 a 29 | 36    |
| 12    | 20 a 24 | 32    |
| 32    | 15 a 19 | 16    |
| 60    | 10 a 14 | 32    |
| 44    | 5 a 9   | 48    |
| 36    | 0 a 4   | 36    |

## Economia
El 2007 la població en edat de treballar era de 700 persones, 505 eren actives i 195 eren inactives. De les 505 persones actives 456 estaven ocupades (260 homes i 196 dones) i 49 estaven aturades (16 homes i 33 dones). De les 195 persones inactives 31 estaven jubilades, 89 estaven estudiant i 75 estaven classificades com a «altres inactius».

### Ingressos
El 2009 a Chevru hi havia 346 unitats fiscals que integraven 1.107 persones, la mediana anual d'ingressos fiscals per persona era de 18.475 €.

### Activitats econòmiques
Dels 24 establiments que hi havia el 2007, 7 eren d'empreses de construcció, 4 d'empreses de comerç i reparació d'automòbils, 4 d'empreses de transport, 3 d'empreses d'hostatgeria i restauració, 2 d'empreses immobiliàries, 2 d'empreses de serveis, 1 d'una entitat de l'administració pública i 1 d'una empresa classificada com a «altres activitats de serveis».
Dels 9 establiments de servei als particulars que hi havia el 2009, 1 era un taller de reparació d'automòbils i de material agrícola, 1 paleta, 1 guixaire pintor, 1 fusteria, 1 lampisteria, 2 electricistes, 1 perruqueria i 1 restaurant.
Dels 2 establiments comercials que hi havia el 2009, 1 era una botiga de més de 120 m² i 1 una peixateria.
L'any 2000 a Chevru hi havia 13 explotacions agrícoles.

## Equipaments sanitaris i escolars
El 2009 hi havia una escola elemental.

## Poblacions més properes
El següent diagrama mostra les poblacions més properes.